# Marçay (Vienne)
Marçay è un comune francese di 1 155 abitanti situato nel dipartimento della Vienne nella regione della Nuova Aquitania.

## Società

### Evoluzione demografica
Abitanti censiti